# Novalis

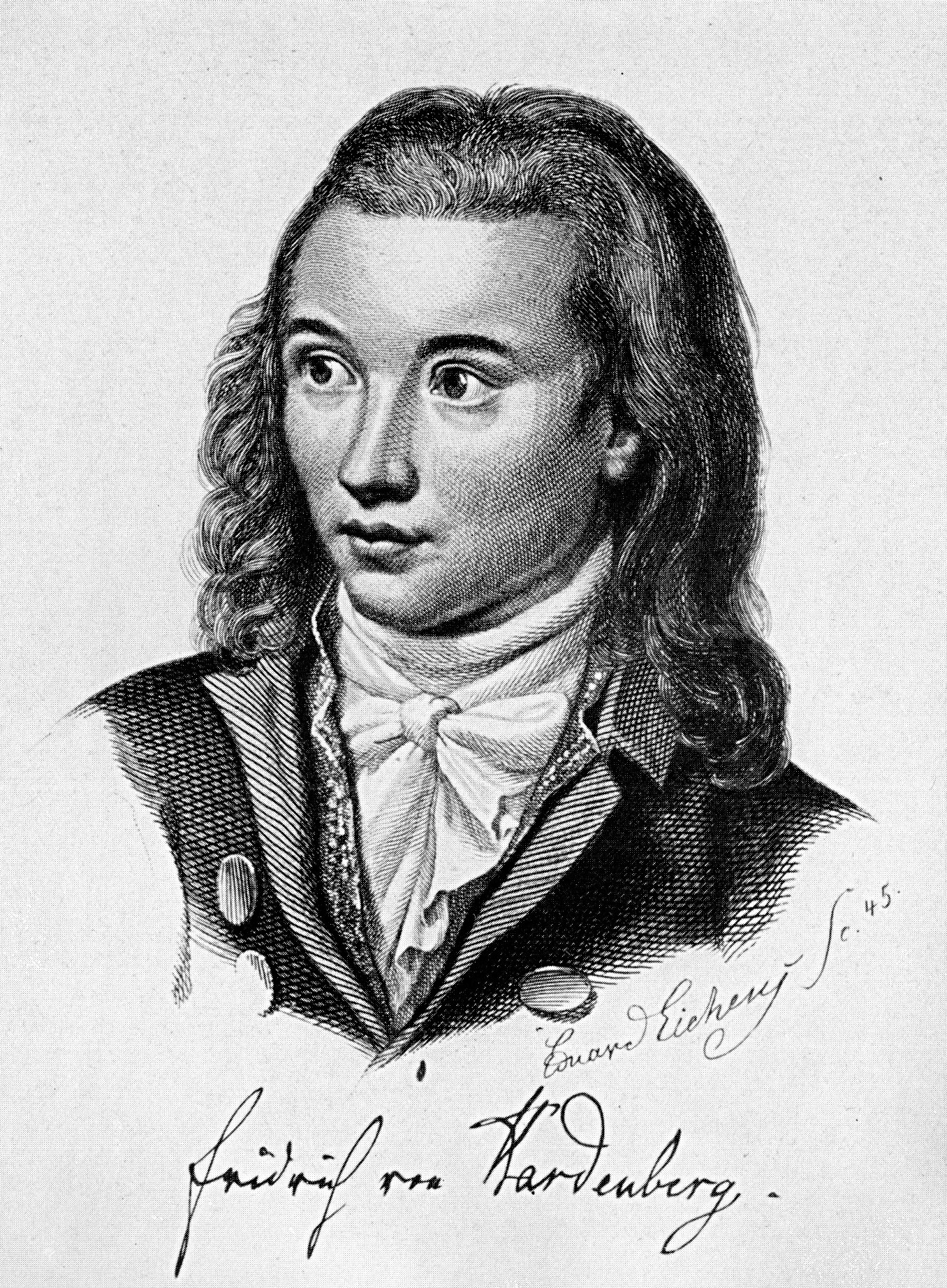
Retrato romântico póstumo de Novalis, gravura de 1845 por Friedrich Eduard Eichens (baseada na pintura de Franz Gareis de 1799)

Georg Philipp Friedrich von Hardenberg (Schloss Oberwiederstedt, Wiederstedt, Harz, 2 de maio de 1772 — Weißenfels, 25 de março de 1801), Freiherr (barão) von Hardenberg, mais conhecido pelo pseudónimo Novalis, foi um aristocrata, autor, poeta, místico, filósofo e inspetor de minas de sal e de bronze. Um dos mais importantes representantes do primeiro romantismo alemão de finais do século XVIII, foi o criador do motivo da "flor azul", um dos símbolos mais duráveis do movimento romântico.
A profundidade do conhecimento de Novalis em campos como filosofia e ciências naturais só passou a ser mais amplamente apreciada com a publicação mais extensa de seus cadernos no século XX. Esses cadernos mostram que Novalis não só era bem lido nessas disciplinas, como também buscava integrar esse conhecimento à sua arte e a sua filosofia. Esse objetivo pode ser visto no uso do fragmento por Novalis, uma forma literária que ele desenvolveu em colaboração com Friedrich Schlegel. O fragmento permitiu que ele sintetizasse poesia, filosofia e ciência em uma única forma de arte que poderia ser usada para abordar uma ampla variedade de tópicos. Assim como as obras literárias de Novalis estabeleceram sua reputação como poeta, os cadernos e fragmentos estabeleceram seu papel intelectual na formação do romantismo alemão inicial.

## Biografia

### Trajetória inicial
Nasceu no solar de Oberwiederstedt (Schloss Oberwiederstedt), em Wiederstedt, no então Eleitorado da Saxónia, o segundo dos onze filhos de Heinrich Ulrich Erasmus Freiherr von (barão de) Hardenberg (1738-1814) e de Auguste Bernhardine Freifrau von (baronesa) Hardenberg, nascida von Bölzig (1749-1818), uma família da pequena nobreza protestante hussita, fortemente pietista e afiliada à Igreja dos Irmãos da Morávia (Unitas fratrum ou Herrnhuter Brüdergemeine). Apesar de que Novalis tinha uma estirpe aristocrática, sua família não era rica. Quando tinha 10 anos de idade foi enviado para uma escola religiosa, onde teve dificuldades em se ajustar à estrita disciplina ali imposta, desistindo pouco depois dos estudos.
Foi entretanto viver com o seu tio que lhe abriu portas para o racionalismo e para a cultura francesa.
Mudou-se com os seus pais para Weißenfels e entre 1790 e 1791 estudou Direito, tal como Johann Wolfgang von Goethe, na Universidade de Jena, onde conheceu Friedrich von Schiller e Friedrich Schlegel. Completou os estudos jurídicos em Wittenberg, no ano de 1793.
Quando começou a escrever, adoptou o pseudónimo Novalis, que devém do nome de Novali que a sua família teria usado. Foi por este pseudónimo, mais que pelo seu nome, que ficaria conhecido.
Quando as ideias da Revolução Francesa se espalharam por toda a Alemanha, influenciaram fortemente Novalis, que então sonhava com o tempo das "Muralhas de Jericó" derrubadas. Revelando-se um romântico místico, inclinava-se por uma restauração da república cristã, que considerava desaparecida desde a reforma protestante. Nessa visão contrastava com Kant, um homem do iluminismo, que antevia como solução para a Europa uma liga das nações, com uma república secular, humanista e materialista, constituída por uma federação mundial a ser acertada no devir.
A obra de Johann Wolfgang von Goethe Wilhelm Meisters Lehrjahre (Anos de Aprendizagem de Wilhelm Meister) influenciou-o profundamente, de tal modo que ele o considerou a bíblia da Nova Era. Por volta de 1796 estudou as obras de Johann Gottlieb Fichte, as quais foram outra das suas principais influências.
Com 21 anos de idade, mudou-se para Bad Tennstedt, perto de Langensalza, para estagiar como adjunto do Kreisamtmann (Administrador Civil) da localidade, depois de seu pai, com receio das influências liberais, ter rejeitado um convite do governo prussiano para um cargo governamental em Berlim. No ano seguinte foi nomeado auditor da direcção das minas de sal-gema de Weißenfels, onde o pai trabalhava como director.
A conselho de amigos, que pretendiam impedi-lo de sucumbir à forte e inexperimentada tentação da vida militar que sentia, no final de 1794 mudou-se para Arnstadt, na Turíngia, para continuar no ramo de trabalho do pai, empregando-se na administração do monopólio do sal-gema. No entanto, um acontecimento no vizinho solar de Schloss Grüningen, haveria de transformar toda a sua vida, como relatou o seu futuro amigo e editor Ludwig Tieck:
Não terá sido muito depois da sua chegada a Arnstadt, quando numa mansão senhorial nas redondezas, ele travou conhecimento com Sophie von Kühn. O primeiro vislumbre desta justa, maravilhosa e amável forma foi decisivo para toda a sua vida; não, podemos dizer que este sentimento, que agora o penetrou e inspirou, foi a substância e essência de toda a sua vida. Algumas vezes, no olhar e figura de uma criança, estampar-se-á uma expressão que é tão etérea e angelicamente bela, que somos forçados a chamar de não-terrestre ou celestial; e é voz comum, que, na visão de tais faces puras e quase transparentes, chega a nós um medo de que elas sejam excessivamente ternas e delicadas para serem moldadas para esta vida terrena; isso é a Morte, ou a Imortalidade, que nos olha de frente tão expressivamente com esses olhos deslumbrantes para a Certeza. Ainda são mais intensas estas figuras quando o primeiro período é alegremente ultrapassado, e elas florescem na véspera de feminilidade. Todas as pessoas que conheceram esta maravilha amorosa do nosso Amigo, concordam em testemunhar que nenhuma descrição pode exprimir que graça e celeste harmonia a moviam, que beleza irradiava, que macio e majestoso era o halo que a rodeava. Novalis tornava-se um poeta sempre que tinha a possibilidade de falar sobre isso. Ela tinha concluído o seu décimo terceiro ano quando ele a viu; a Primavera e Verão de 1795 foram o desabrochar da sua vida. Cada hora que ele podia liberar-se do seu negócio, ele a passava em Grüningen: e no Outono desse mesmo ano ele obteve dos pais de Sophie, o tão aguardado consentimento para o noivado.
No entanto, os dias de alegre tranquilidade foram de curta duração: pouco depois, Sophie von Kühn ficou perigosamente doente, com febre. Pouco a pouco a sua febre foi diminuindo mas as dores ainda a atormentavam violentamente. Dito que eram sem importância pelo médico assistente, Novalis retornou para Weißenfels, para casa dos seus pais. Na primavera seguinte visitou a família da noiva e encontrou Sophie bem de aparência. Mas, de súbito, no Verão, as suas esperanças e ocupações foram interrompidas por avisos de que ela estava em Jena, e fora submetida a uma operação cirúrgica. A pequena donzela suportou tudo isto com inflexível coragem e alegre resignação. Em dezembro, por sua vontade retornou para casa, onde era evidente a sua fraqueza crescente. Novalis ia e vinha entre Grüningen e Weißenfels, que também se tinha tornado uma casa de mágoa, pois o seu irmão padecia de uma longa doença e aparentava morte certa. De novo, Ludwig Tieck reconta:
No dia 17 de Março era o décimo-quinto aniversário da sua Sophie; e no dia 19, por volta do meio-dia, ela partiu. Ninguém se atreveu a contar a Novalis estas tristes notícias; por fim, o seu irmão Carl tomou a iniciativa. O pobre jovem não se calava, e depois de três dias e três noites de choro e lamentos, partiu para Arnstadt, onde, com o seu verdadeiro amigo, poderia estar mais perto do lugar em que agora permaneciam os restos do que havia sido o de mais querido para ele. No dia 14 de Abril, morria o seu irmão Erasmus. Informa a seu irmão Carl: Sê corajoso, escreveu ele, Erasmus prevalece; as flores do nosso justo ramalhete estão a cair aqui, uma por uma, para que possam ser unidas além, amavelmente e para sempre.
No seu lamento, começou um diário contemplando o suicídio e passou a escrever poemas. Ich habe zu Söphichen Religion, nich Liebe (Tenho por Sofiazinha religião, não amor), escrevia ele. Começava a ver tudo na sua vida em relação ao seu amor perdido: "Meu amor se tornou uma chama que consome tudo o que é terreno. Estou completamente satisfeito; ganhei a força que se eleva acima da morte do zero" (Meine Liebe ist zur Flamme geworden, die alles irdische nachgerade verzehrt. Zufrieden bin ich ganz; die Kraft, die über de Tod erhebt, habe ich ganz neu gewonnen).

### Jena, Leipzig, Wittenberg: os estudos jurídicos e contatos filosóficos
Entre 1790 e 1794, Novalis fora para a universidade estudar direito. Ele primeiro frequentou a Universidade de Jena. Enquanto estava lá, ele estudou a filosofia de Immanuel Kant com Karl Reinhold, e foi lá que ele se familiarizou com a filosofia de Fichte:27  Ele também desenvolveu um relacionamento próximo com o dramaturgo e filósofo Schiller. Novalis assistiu às palestras de Schiller sobre história:11  e cuidou de Schiller quando ele estava sofrendo de um surto particularmente severo de sua tuberculose crônica. Em 1791, publicou sua primeira obra, um poema dedicado a Schiller, Klagen eines Jünglings ("Lamento de um jovem"), na revista Neue Teutsche Merkur, ato que foi parcialmente responsável pela retirada de Novalis de Jena feita por seu pai, levando-o a procurar outra universidade onde Novalis iria se ater aos estudos com mais cuidado. No ano seguinte, o irmão mais novo de Novalis, Erasmus matriculou-se na Universidade de Leipzig, e Novalis foi com ele para continuar seus estudos jurídicos. Foi nessa época que conheceu o crítico literário Friedrich Schlegel, irmão mais novo de August.:13  Friedrich se tornou um dos melhores amigos de vida de Novalis. Um ano depois, Novalis matriculou-se na Universidade de Wittenberg, onde se formou em direito.
Novalis permaneceu intelectualmente ativo durante seu emprego em Tennstedt. É possível que Novalis tenha conhecido Fichte, assim como o poeta Friedrich Hölderlin, pessoalmente durante uma visita a Jena em 1795. Entre 1795 e 1796, ele criou seis conjuntos de manuscritos, coletados postumamente sob o título Estudos de Fichte, que abordam principalmente o trabalho de Fichte, mas cobrem uma variedade de tópicos filosóficos. Novalis continuou seus estudos filosóficos em 1797, escrevendo cadernos que respondiam às obras de Kant, Frans Hemsterhuis e Carl Eschenmayer.

### Freiberg: A Academia de Mineração
Oito meses depois da morte de Sophie, no final de 1797, Novalis ingressou na Academia de Mineração de Freiberg, na Saxônia, para se qualificar como membro da equipe das salinas de Weissenfels. Seu principal mentor na academia foi o geólogo Abraham Werner.:49  Sob esse professor na Bergakademie Freiberg, junto à mineralogia era promovido intensamente o estudo da Naturphilosophie. Enquanto estava na academia, Novalis mergulhou em uma ampla gama de estudos, incluindo eletricidade, galvanismo, alquimia, medicina, química, física, matemática e filosofia natural. Ele também foi capaz de expandir seu círculo social intelectual. Em seu caminho para Freiberg, ele conheceu Friedrich Schelling, e mais tarde eles fizeram uma excursão artística por Dresden. Ele visitou Goethe e o irmão mais velho de Friedrich Schlegel, August, em Weimar, e conheceu o escritor Jean Paul em Leipzig.:27 

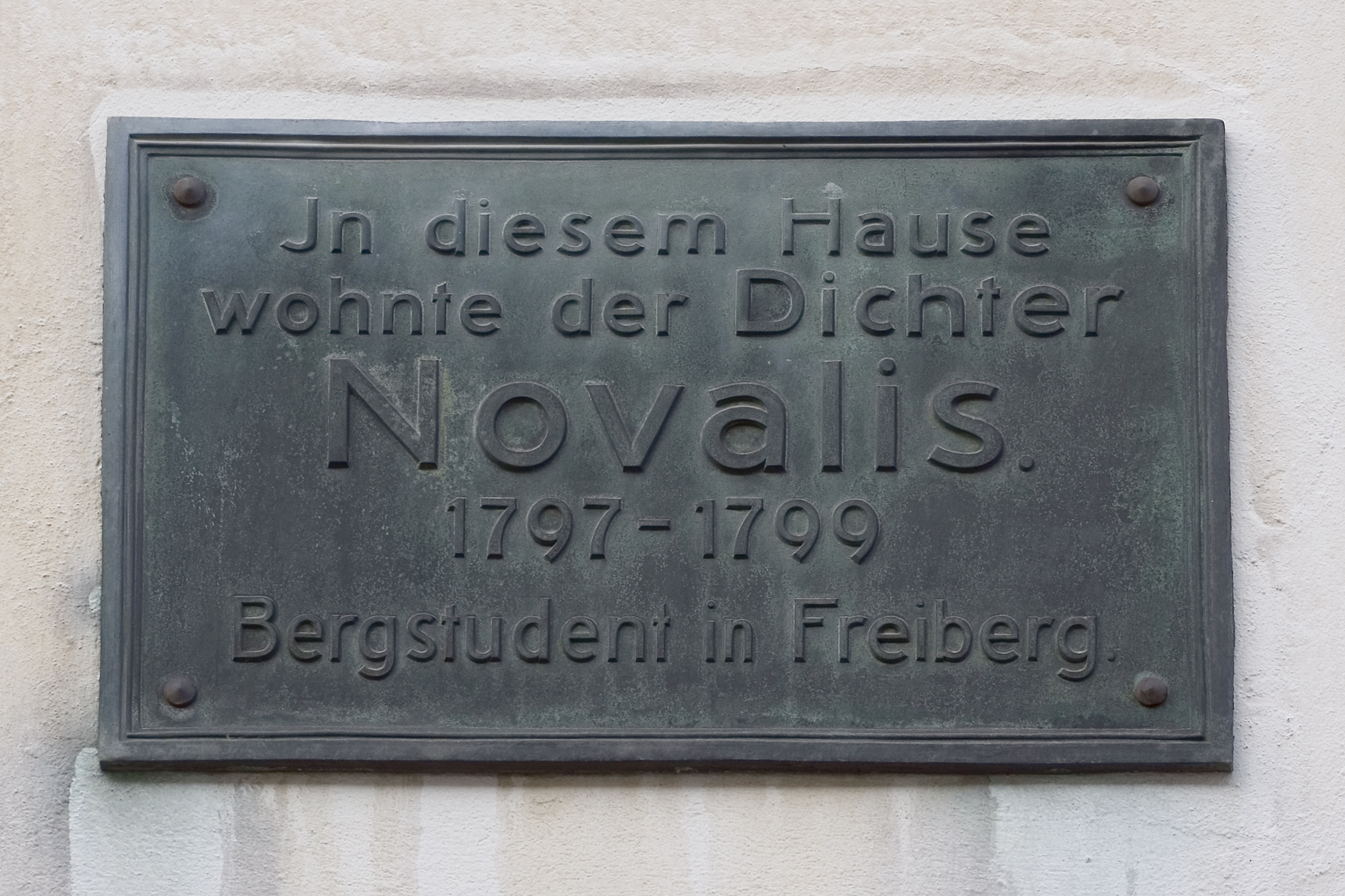
Placa da casa Novalis, Freiberg

Em dezembro de 1798, Novalis ficou noivo pela segunda vez. Sua noiva era Julie von Charpentier, filha de Johann Friedrich Wilhelm Toussaint von Charpentier, chefe de estudos de mineração na Universidade de Leipzig.:41  Ao contrário de seu relacionamento com Sophie, a afeição de Novalis por Julie se desenvolveu mais gradualmente. Ele inicialmente viu sua afeição por Julie como uma paixão mais "terrena" em comparação com sua paixão "celestial" por Sophie, embora gradualmente suavizasse essa distinção com o tempo. Eventualmente, seus sentimentos por Julie se tornaram o assunto de algumas de suas poesias, incluindo as Canções Espirituais escritas nos últimos anos de sua vida. Novalis e Julie permaneceram noivos até a morte de Novalis em 1801, e ela cuidou dele durante sua doença final.:43 
Em Freiberg, ele permaneceu ativo com sua obra literária. Foi nessa época que ele começou uma coleção de notas para um projeto de unir as ciências separadas em um todo universal. Nesta coleção, Das allgemeine Brouillon (Notas para uma Enciclopédia Geral), Novalis começou a integrar seu conhecimento das ciências naturais em sua obra literária. Essa integração pode ser vista em um romance inacabado que ele compôs nessa época, Die Lehrlinge zu Sais (Os Discípulos em Saís), que incorporou a história natural de seus estudos, bem como as ideias de seus estudos de Fichte em uma meditação sobre poesia e amor como chaves para compreender a natureza. Mais especificamente, ele começou a pensar em como incorporar seu conhecimento recém-adquirido de mineração à sua visão de mundo filosófica e poética. A esse respeito, ele compartilhava uma comunhão com outros autores alemães da era romântica ao conectar seus estudos na indústria de mineração, que então estava dando os seus primeiros passos para a industrialização, com sua obra literária. Essa conexão entre seu interesse científico em mineração, filosofia e literatura se concretizou mais tarde, quando ele começou a compor seu segundo romance inacabado, Heinrich von Ofterdingen.

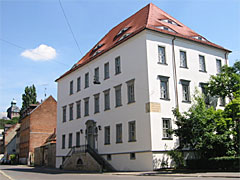
Casa em Weißenfels onde faleceu Novalis, hoje atual Museu Novalis

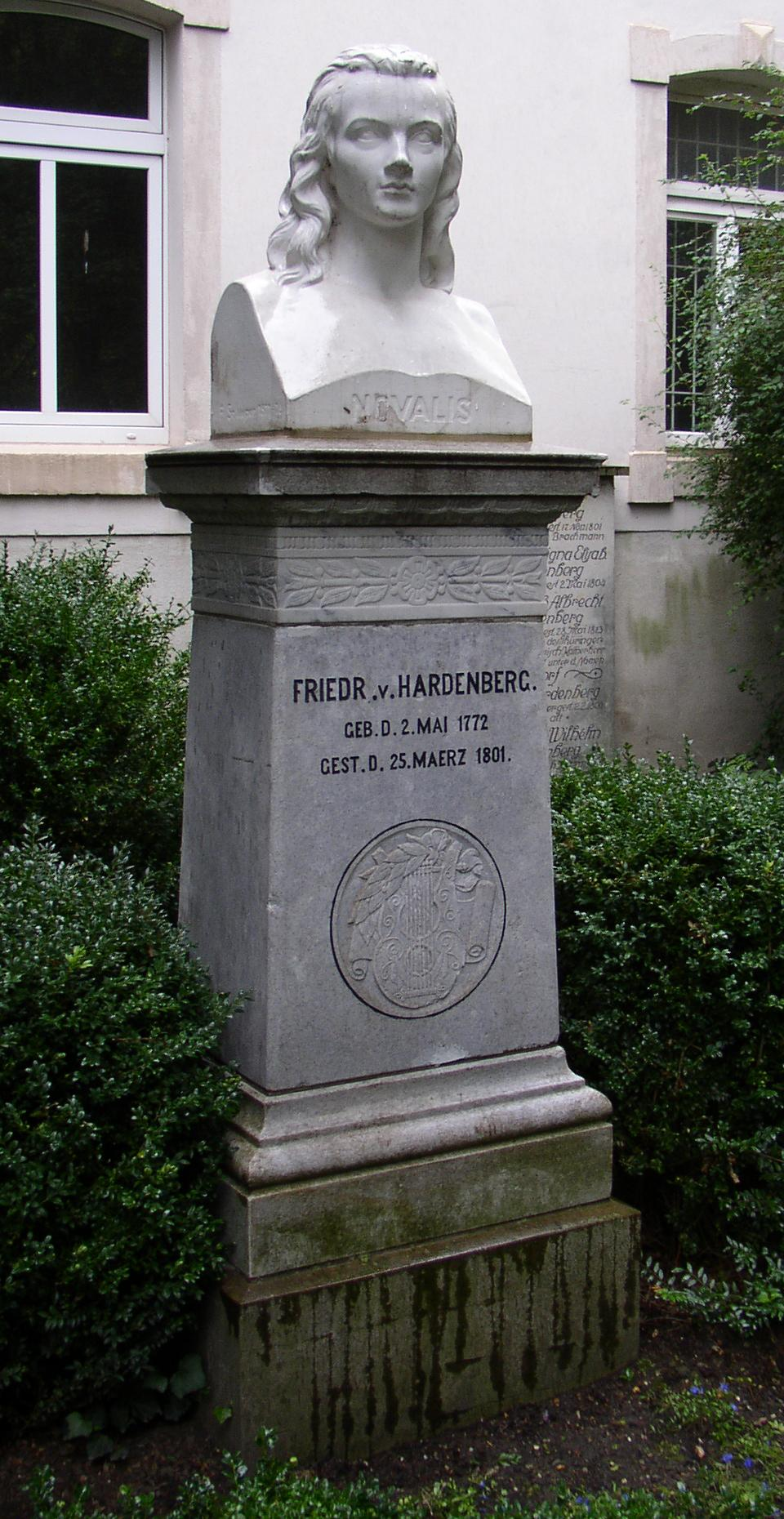
Túmulo de Novalis em Weissenfels

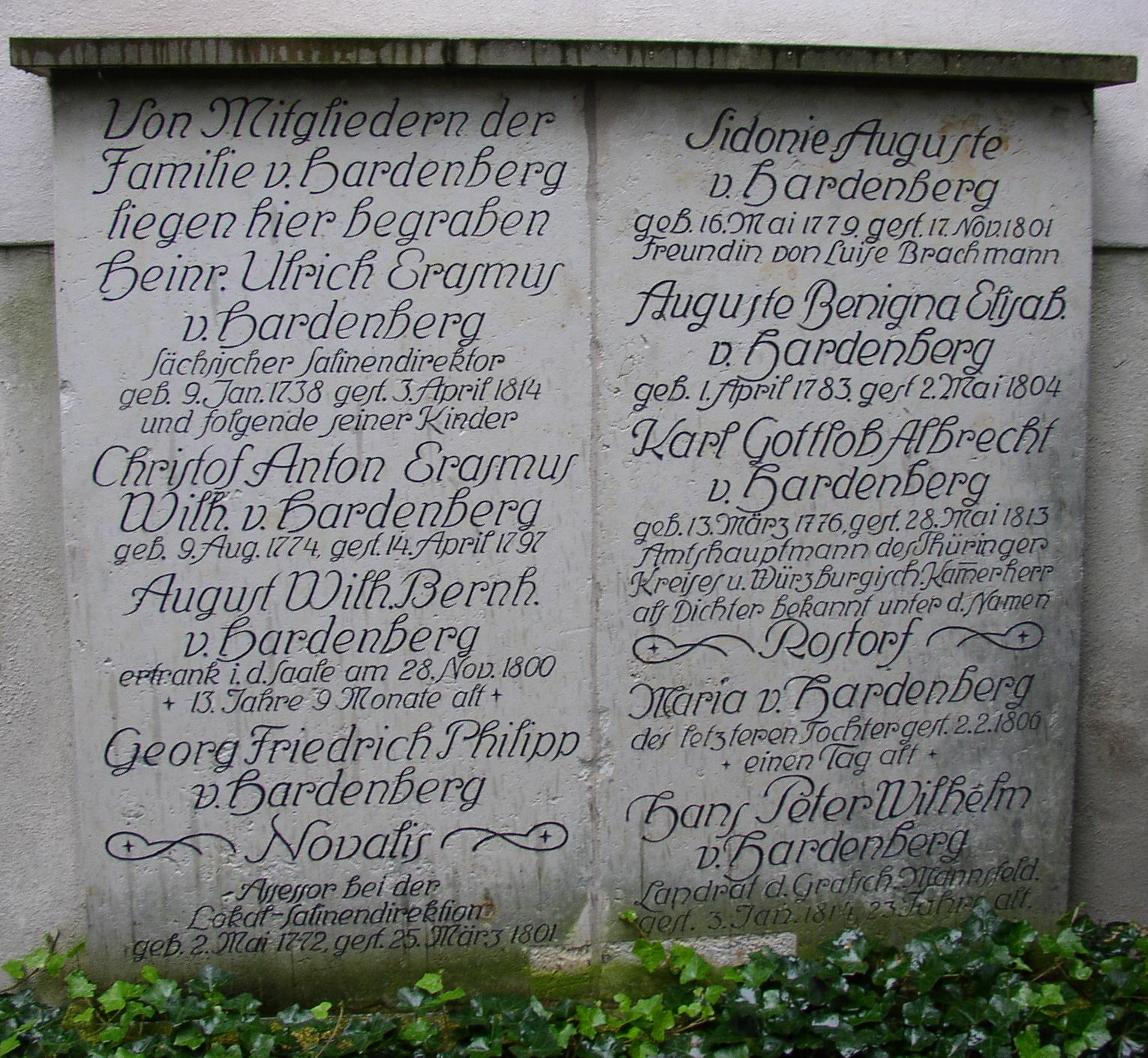
Túmulo de Novalis, em Weißenfels

Novalis também começou a ser notado como um autor publicado nessa época. Em 1798, os "fragmentos" (Fragmente) de Novalis apareceram na revista do irmão de Schlegel, Athenaeum. Essas obras incluíam Blüthenstaub (Pólen), Glauben und Liebe oder Der König und die Königin (Fé e Amor ou o Rei e a Rainha) e Blumen (Flores). A publicação do Pólen viu a primeira aparição de seu pseudônimo, "Novalis". Sua escolha de pseudônimo foi retirada de seus ancestrais do século XII, que se autodenominavam de Novali, em homenagem ao assentamento Grossenrode, que é chamado magna Novalis em latim. Novalis também pode ser interpretado como "aquele que cultiva novas terras", o que conota o papel metafórico que Novalis viu para si mesmo.:7  Este sentido metafórico de seu pseudônimo pode ser visto na epígrafe de Pólen, a primeira obra que publicou como Novalis: "Amigos, o solo é pobre, devemos espalhar sementes em abundância, mesmo para uma colheita moderada".

### Weissenfels: os anos finais
No início de 1799, Novalis completou seus estudos em Leipzig e voltou a administrar minas de sal em Weissenfels.:29–30  Em dezembro, ele se tornou um assessor das minas de sal e um diretor, e no final de 1800, Novalis, de 28 anos, foi nomeado Amtmann pelo distrito da Turíngia,:42  uma posição comparável a um contemporâneo magistrado.
Durante uma viagem a Jena no verão de 1799, Novalis conheceu Ludwig Tieck, que se tornou um de seus amigos mais próximos e maiores influências intelectuais nos últimos dois anos de sua vida.:30–34  Eles se tornaram parte de um círculo social informal que se formou em torno dos irmãos Schlegel, que ficou conhecido como Círculo de Jena ou Frühromantiker ("primeiros românticos"). Os interesses dos românticos de Jena estendiam-se à filosofia, bem como à literatura e à estética, e tem sido considerado um movimento filosófico por si só. Sob a influência de Tieck, Novalis estudou as obras do místico do século XVII, Jakob Böhme, com quem sentia grande afinidade. Ele também se envolveu profundamente com a estética platônica de Hemsterhuis, bem como com os escritos do teólogo e filósofo Friedrich Schleiermacher.:32  O trabalho de Schleiermacher inspirou Novalis a escrever seu ensaio, Christenheit oder Europe (Cristianismo ou Europa), um apelo ao retorno da Europa a uma unidade cultural e social cuja interpretação continua a ser fonte de controvérsia. Durante este tempo, ele também escreveu seus poemas conhecidos como Geistliche Lieder (Canções Espirituais) e começou seu romance Heinrich von Ofterdingen.
Em 1800, conclui a sua única colecção acabada de poemas, Hymnen an die Nacht (Hinos à Noite), a expressão do seu desgosto pela morte do seu primeiro grande amor. O conjunto de seis textos em prosa lírica e versos foi publicado na Athenäum, uma revista literária editada pelos irmãos Schlegel.
Numa viagem a Weimar, conheceu Johann Wolfgang von Goethe, Johann Gottfried von Herder, e Jean Paul, e em Jena, os irmãos Schlegel. Começou então a trabalhar na sua escrita com um novo entusiasmo, mas já nessa altura estava seriamente doente. Em 1801, antes de poder casar-se com Julie, Novalis morreu de tuberculose, a mesma doença que matara a sua amada Sophie, quando estava em Weißenfels. O pendor trágico da sua vida, a sua imagem de jovem apaixonado, divulgada numa famosa gravura de Friedrich Eduard Eichens (1804–1877), datada de 1845 e reproduzida acima, fizeram de Novalis um dos ícones da geração romântica de meados do século XIX, granjeando-lhe uma fama muito para além dos méritos da sua obra, naturalmente curta e cortada cerce pela morte aos 28 anos de idade.
Os seus dois romances filosóficos, Heinrich von Ofterdingen e Die Lehrlinge zu Sais (Os Noviços em Sais), foram deixados incompletos. Em Heinrich von Ofterdingen um jovem poeta medieval procura uma misteriosa flor azul. Essa flor mística tornar-se-ia mais tarde no símbolo de saudade entre os românticos: era a flor azul inatingível e que assim para sempre continuaria.
Em Die Lehrlinge zu Sais, um noviço adolescente argumenta que: Nur Dichter sollten mit dem Flüssigen umgehn, und von ihm der glühenden Jugend erzählen dürfen (Só os poetas deviam ocupar-se do evanescente e ter o direito de falar dele à juventude ardente).
Entre Setembro de 1798 e Março de 1799, Novalis escreveu fragmentos de um texto de natureza especulativa e filosófica que intitulou de Das Allgemeine Brouillon que faziam parte de uma planeada enciclopédia, em que pretendia examinar a polaridade na Natureza.

## Legado

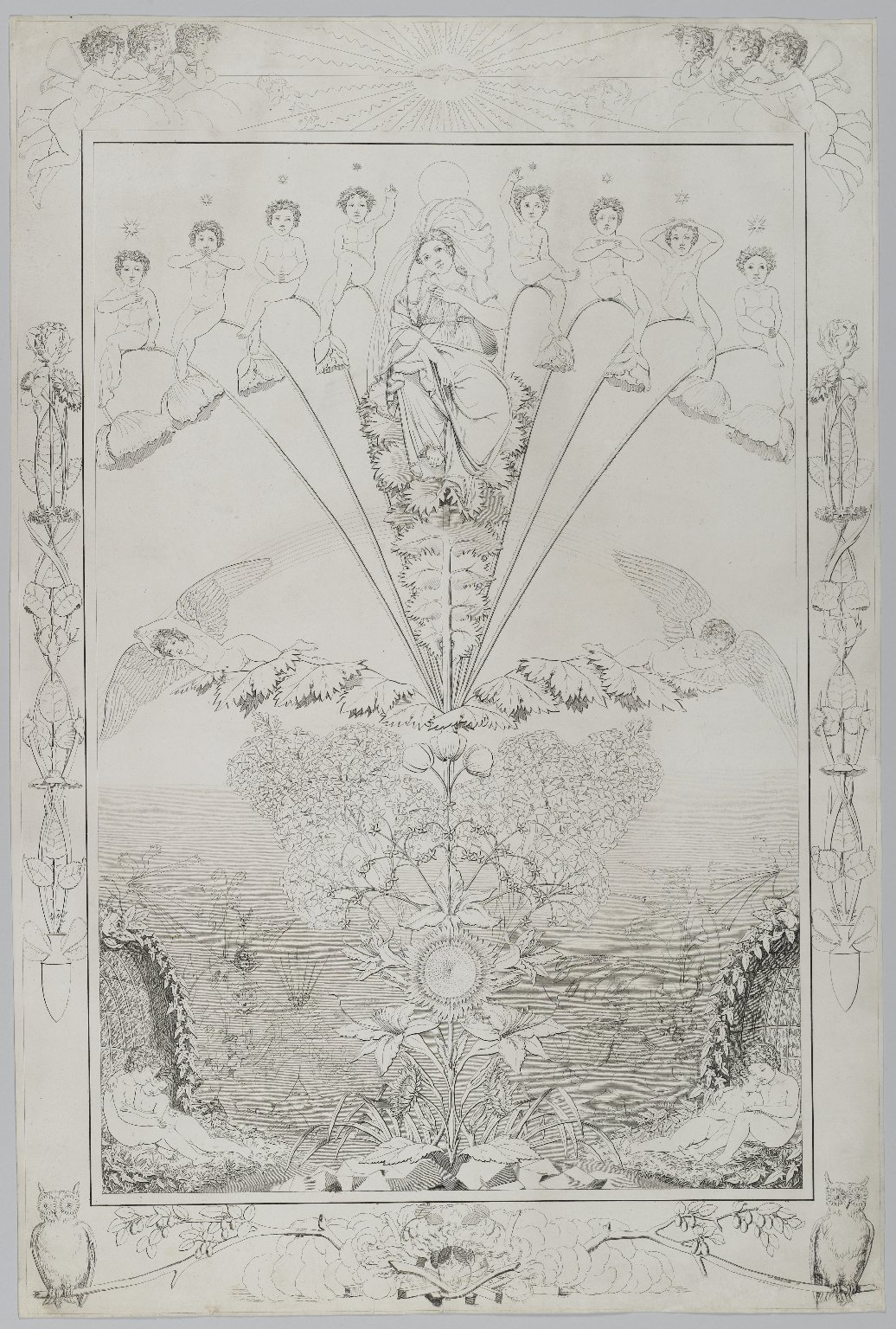
Noite, desenho à pena de tinta por Philipp Otto Runge (1803). O uso romântico do simbolismo alegórico por Runge foi influenciado por sua leitura de Novalis

### Como poeta romântico
Quando ele morreu, Novalis publicara apenas Pólen, Fé e Amor, Flores e Hinos à Noite. A maioria dos escritos de Novalis, incluindo seus romances e trabalhos filosóficos, não foram concluídos nem publicados em sua vida. Este problema continua a obscurecer uma apreciação completa de sua obra. Seus romances inacabados Heinrich von Ofterdingen e Os Discípulos em Saís e vários outros poemas e fragmentos foram publicados postumamente por Ludwig Tieck e Friedrich Schlegel. No entanto, sua publicação dos fragmentos mais filosóficos de Novalis foi desorganizada e incompleta. Uma coleção sistemática e mais abrangente de fragmentos de Novalis de seus cadernos não esteve disponível até o século XX.
Durante o século XIX, Novalis foi visto principalmente como um poeta apaixonado e de amor obsessivo que lamentava a morte de sua amada e ansiava pelo além. Ele foi conhecido como o poeta da flor azul, um símbolo do anseio romântico do romance inacabado Heinrich von Ofterdingen, que se tornou um emblema chave para o romantismo alemão. Seus companheiros Românticos de Jena, como Friedrich Schlegel, Tieck e Schleiermacher, também o descrevem como um poeta que sonhava com um mundo espiritual além deste. O diagnóstico de tuberculose de Novalis, conhecida como a peste branca, contribuiu para sua reputação romântica. Visto que Sophie von Kühn também teria morrido de tuberculose, Novalis se tornou o poeta da flor azul que se reuniu com sua amada após a morte da peste branca.
A imagem de Novalis como poeta romântico tornou-se enormemente popular. Quando a biografia de Novalis por seu amigo de longa data, August Cölestin Just, foi publicada em 1815, Just foi criticado por deturpar a natureza poética de Novalis ao ter escrito que Novalis também trabalhava duro como inspetor de minas e magistrado. Mesmo o crítico literário Thomas Carlyle, cujo ensaio sobre Novalis desempenhou um papel importante em apresentá-lo ao mundo de língua inglesa e levou a sério a relação filosófica de Novalis com Fichte e Kant, enfatizou Novalis como um poeta místico no estilo de Dante. O autor e teólogo George MacDonald, que traduziu os Hinos à Noite de Novalis em 1897 para o inglês, também o entendeu como um poeta do desejo místico.

### Como pensador filosófico
No século XX, os escritos de Novalis foram coletados de forma mais completa e sistemática do que antes. A disponibilidade dessas obras fornece mais evidências de que seus interesses iam além da poesia e dos romances e levou a uma reavaliação dos objetivos literários e intelectuais de Novalis. Ele era profundamente versado em ciências, direito, filosofia, política e economia política e deixou muitas notas sobre esses tópicos. Seus primeiros trabalhos mostram sua facilidade e familiaridade com esses diversos campos. Seus trabalhos posteriores também incluem tópicos de suas funções profissionais. Em seus cadernos, Novalis também refletiu sobre o significado científico, estético e filosófico de seus interesses. Em seu Notas para uma Enciclopédia Romântica, ele elaborou conexões entre os diferentes campos que estudou enquanto buscava integrá-los em uma visão de mundo unificada.
Os escritos filosóficos de Novalis são frequentemente baseados na natureza. Suas obras exploram como a liberdade pessoal e a criatividade emergem na compreensão afetiva do mundo e dos outros. Ele sugere que isso só pode ser realizado se as pessoas não estiverem alienadas da terra.:55  Em Pólen, Novalis escreve "Estamos em uma missão: nosso chamado é o cultivo da terra", argumentando que os seres humanos vêm a se conhecer por meio da experiência e vivificação da natureza.:55  O compromisso pessoal de Novalis em compreender a si mesmo e ao mundo por meio da natureza pode ser visto no romance inacabado de Novalis, Heinrich von Ofterdingen, no qual ele usa seu conhecimento de ciências naturais derivado de seu trabalho de supervisão da mineração de sal para compreender a condição humana. O compromisso da Novalis com o cultivo da natureza foi considerado uma fonte potencial de insights para uma compreensão mais profunda da crise ambiental.

## Idealismo mágico

Der kleine Morgen (A Pequena Manhã) (1808), de Philipp Otto Runge, também foi inspirado por ideias de Novalis

A visão de mundo pessoal de Novalis―informada por sua educação, filosofia, conhecimento profissional e formação pietista―tornou-se conhecida como idealismo mágico, um nome derivado da referência de Novalis em seus cadernos de notas de 1798 a um tipo de profeta literário, o magischer Idealist (idealista mágico). Nesta cosmovisão, filosofia e poesia estão unidas. O idealismo mágico é a síntese de Novalis do idealismo alemão de Fichte e Schiller com a imaginação criativa. Inspirado também em Spinoza, Leibniz, Schelling e Carl Christian Erhard Schmid, ele tentou conciliar esses últimos com os pensadores supracitados em uma união de subjetivismo e objetivismo em relação a um Absoluto. Ao mesmo tempo que ele rejeita a concepção fichteana de ego como referência da realidade, seu realismo não descarta a qualidade idealista e é evidente que Novalis se insere na tradição do idealismo absoluto. Essa união de idealismo e realismo é vista também em Schelling, e em Novalis essa doutrina é chamada de "sincriticismo". A partir dessa filosofia, ele tem por objetivo da imaginação criativa quebrar as barreiras entre a linguagem e o mundo, assim como entre o sujeito e o objeto. A magia é a vivificação da natureza conforme ela responde à nossa vontade.
Novalis tinha preocupação epistêmica em como adquirir conhecimento da natureza real por meio de processos como o autoconhecimento. Inspirado desde o começo pelo ideal educacional romântico, chegou a afirmar em um fragmento: "Estamos em uma missão: somos chamados a transformar/educar a Terra" (Wir sind auf einer Mission: Zur Bildung der Erde sind wir berufen). Aliando ciência e poesia, Novalis empregou uma doutrina poetológica na qual, através da estética e da linguagem, buscava despertar a imaginação, de maneira que sua função era para ele estreita à da razão prática e levava ao conhecimento transcendente. Com isso, tentou poetizar a ciência e deixar a poesia com capacidade a páreo das ciências naturais em fornecer conhecimento. Essa tentativa também procurou superar a filosofia inicial de Schelling.

Outro elemento do idealismo mágico de Novalis é seu conceito de amor. Na visão de Novalis, o amor é um senso de relacionamento e simpatia entre todos os seres do mundo, que é considerado a base da magia e seu objetivo. Essa visão se desenvolveu desde seu noivado com Sophie, e ele já a empregava em suas considerações filosóficas:
“Sinto mais em tudo que sou o membro sublime de um todo infinito, no qual cresci e que deveria ser a casca do meu ego. Não devo eu sofrer tudo alegremente, agora que amo e amo mais que as oito extensões do espaço, e amo mais longamente do que todas as vacilações dos acordes da vida? Spinoza e Zinzendorf investigaram isso, a ideia infinita do amor, e tiveram uma intuição de seu método, de como poderiam desenvolvê-lo para si próprios, e eles próprios ao amor, sobre este grão de poeira. É uma pena que eu não veja nada dessa visão em Fichte, que eu não sinta nada dessa respiração criativa. Mas ele está perto dela. Ele deve entrar em seu círculo mágico―a menos que sua vida anterior limpou a poeira de suas asas."
Ele utiliza o amor como metáfora e paradigma para a relação de não-dualidade epistemológica e semiótica, que se deve atingir com a unidade da Natureza. A analogia da união matrimonial serve-lhe de modelo em sua filosofia a uma moralidade baseada na totalidade de Eu-Tu antes de ser distinguida na consciência, à intersubjetividade social e até mesmo ao Estado. Em obras tais como em Fé e Amor, propunha que o rei e a rainha simbolizassem essa postura "mágica" através da comunhão de casal, como uma imagem de "soberano místico" que moralizasse a sociedade, pois, para Novalis, essa relação forneceria um modelo não mecânico de governo, mas espontâneo e familiar e que garantisse a estabilidade sem paternalismo. Assim, inspirado em tradições místicas como a Cabala e conceitos da alquimia, Rosacruz e pietismo sobre casamento sagrado e doutrina das correspondências, elaborou, mais do que Fichte, uma metafísica do amor como a relação mental toda globalizante, iniciando-se desde a esfera individual no amor consigo mesmo, passando pelo sentimento de retornar ao Absoluto na esfera do conhecimento por meio da estética, até à formação de laços e da comunidade:
"Quando se ama, similaridades são encontradas e vistas em todos os lugares"
"O Estado consiste não em seres humanos individuais, mas em casais e comunidades"
Inspirado em textos de Schiller como a Teosofia de Julius e na doutrina platônica da escada do amor, Novalis o vê como força que permite a elevação, o que é evidenciado por exemplo em suas Notas a uma Enciclopédia Romântica:
"TEOSOFIA. Para sermos verdadeiramente morais, devemos nos esforçar para nos tornar mágicos (Magier). Quanto mais moral, mais em harmonia com Deus―quanto mais divino―quanto mais em comunhão com Deus.
…

TEOSOFIA. Deus é amor. O amor é a realidade mais elevada―o fundamento primordial (Urgrund)."
De uma perspectiva, a ênfase de Novalis no termo magia representa um desafio ao que ele percebeu como o desencantamento que veio com o pensamento racionalista moderno.:88   De outra perspectiva, no entanto, o uso de magia e amor por Novalis em sua escrita é um ato performativo que representa um aspecto-chave de seus objetivos filosóficos e literários. Essas palavras têm o objetivo de despertar a atenção dos leitores, tornando-os conscientes de seu uso das artes, particularmente da poesia com sua metáfora e simbolismo, para explorar e unificar vários entendimentos da natureza em suas investigações todo-abrangentes.
O idealismo mágico também aborda a ideia de saúde. Novalis derivou sua teoria da saúde do sistema de medicina brunoniano do médico escocês John Brown, que vê a doença como uma incompatibilidade entre a estimulação sensorial e o estado interno. Novalis estende essa ideia ao sugerir que a doença surge de uma desarmonia entre o eu e o mundo da natureza. Essa compreensão da saúde é imanente: a "mágica" não é de outro mundo, ela se baseia na relação do corpo e da mente com o meio ambiente. De acordo com Novalis, a saúde é mantida quando usamos nosso corpo como um meio para perceber o mundo com sensibilidade, ao invés de controlá-lo: o ideal é onde o indivíduo e o mundo interagem harmoniosamente. David Krell argumenta, no entanto, que há uma ansiedade no senso de idealismo mágico de Novalis. Na opinião de Krell, sua mutualidade nega o toque real, que Novalis considera inevitavelmente levar à morte. Krell sugere que a magia que ele vê em Novalis é a do "toque distante", que Krell chama de idealismo taumatúrgico.

Para Novalis, também inspirado em Schiller, Orfeu aparecia como ideal do filósofo: a música é a forma necessária à análise da história, à reunião das ciências e na medicina, como portadora da harmonia:
"Só então, quando o filósofo aparecer como Orfeu, o Todo se organizará em massas regularmente comuns e altamente formadas, em massas significativas―em verdadeiras ciências.
"FISIOLOGIA. ... O artista da imortalidade pratica a medicina superior―a medicina infinitesimal. Ele pratica a medicina como uma arte superior―como uma arte sintética. Ele constantemente vê os dois fatores simultaneamente, como um só, e procura harmonizá-los―uni-los em um único objetivo. … Meu Idealismo Mágico"

## Visões religiosas

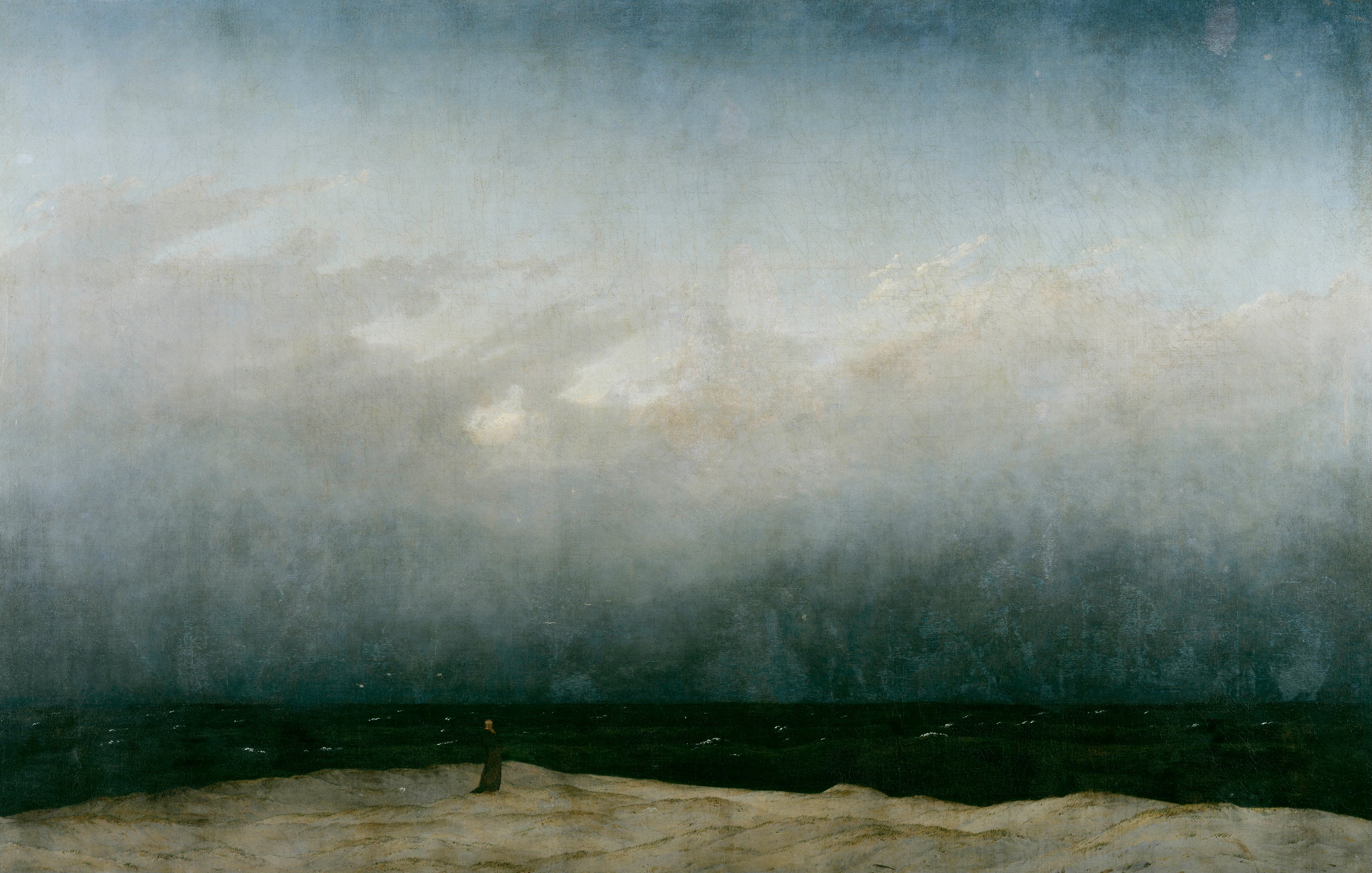
Monge à beira-mar (c. 1808), por Caspar David Friedrich. Friedrich também foi influenciado pelas teorias estéticas de Novalis e dos Românticos de Jena

A perspectiva religiosa de Novalis permanece um assunto de debate. A criação de Novalis em uma família pietista afetou-o ao longo de sua vida.:25  O impacto de sua formação religiosa em seus escritos é particularmente claro em suas duas principais obras poéticas. Hinos à Noite contém muitos símbolos e temas cristãos.:68–78  E as Canções Espirituais de Novalis, publicadas postumamente em 1802, foram incorporadas aos hinários luteranos; Novalis chamou os poemas de "Canções Cristãs", e era intencionado que fossem publicados na Athenaeum sob o título Espécimes de um Novo Hino Devocional.:78  Uma de suas obras finais, que foi postumamente chamada Die Christenheit oder Europa (Cristianismo ou Europa) quando foi publicada na íntegra pela primeira vez em 1826, gerou muita controvérsia em relação às visões religiosas de Novalis. Este ensaio, que o próprio Novalis tinha simplesmente intitulado Europa, clamava pela unidade europeia na época de Novalis, referindo-se poeticamente a uma mítica idade de ouro medieval quando a Europa foi unificada sob a Igreja Católica.
A influência do místico Jakob Böhme, com cujas obras Novalis vinha se debatendo intensamente desde 1800, também é de particular importância. Uma cosmovisão mística, um nível muito alto de educação e as influências pietistas frequentemente perceptíveis são combinados com Novalis em uma tentativa de chegar a uma nova concepção de cristianismo, fé e Deus e vincular isso com sua filosofia transcendental. Em seus últimos textos místicos, Novalis combina reflexões sobre o projeto de uma "poesia universal transcendental" de seu amigo Friedrich Schlegel com reflexões sobre o Absoluto filosófico e suas próprias visões de uma realidade de espíritos que está além da realidade empírica. Neste plano espiritual místico, desenvolvimentos históricos individuais e coletivos (que podem ser falhos) na história real são cancelados em um sentido dialético, por exemplo ao mesmo tempo preservados e superados na memória.
Uma visão do trabalho de Novalis é que ele mantém uma perspectiva cristã tradicional. A primeira biografia de Novalis, escrita por seu amigo e empregador Just, descreve Novalis como uma pessoa que manteve a fé pietista de sua infância até sua morte.:46–47  O irmão de Novalis, Karl, escreve que durante sua doença final, Novalis lia as obras dos teólogos Nicolaus Zinzendorf e Johann Kaspar Lavater, bem como a Bíblia. Por outro lado, durante as décadas que se seguiram à morte de Novalis, intelectuais alemães, como o autor Karl Hillebrand e o crítico literário Hermann Theodor Hettner, pensavam que Novalis era essencialmente católico em seu pensamento. No século XX, essa visão de Novalis às vezes levou a avaliações negativas de seu trabalho. Hinos à Noite foi descrito como uma tentativa de Novalis de usar a religião para evitar os desafios da modernidade, e o Cristianismo ou a Europa foi descrito de várias maneiras como uma oração desesperada, um manifesto reacionário ou um sonho teocrático.
Outra visão do trabalho de Novalis é que ele reflete um misticismo cristão. Depois da morte de Novalis, os Românticos de Jena escreveram sobre ele como um vidente que traria um novo evangelho: alguém que viveu sua vida visando o espiritual enquanto olhava para a morte como um meio de superar a limitação humana em um movimento revolucionário em direção a Deus. Nesta visão mais romântica, Novalis foi um visionário que enxergava o Cristianismo contemporâneo como um palco para uma expressão ainda mais elevada da religião onde o amor terreno se eleva a um amor celestial enquanto a própria morte é derrotada por esse amor. No final do século XIX, o dramaturgo e poeta Maurice Maeterlinck também descreve Novalis como um místico. No entanto, Maeterlinck reconheceu o impacto dos interesses intelectuais de Novalis em suas visões religiosas, descrevendo Novalis como um "místico científico" e comparando-o ao físico e filósofo Blaise Pascal.

Mais recentemente, a perspectiva religiosa de Novalis foi analisada do ponto de vista de seus compromissos filosóficos e estéticos. Nessa visão, o pensamento religioso de Novalis baseava-se em suas tentativas de conciliar o idealismo de Fichte, no qual o sentido de self surge na distinção entre sujeito e objeto, com a filosofia naturalista de Baruch Spinoza, na qual todo ser é uma substância. Novalis buscou um único princípio por meio do qual a divisão entre ego e natureza se torna mera aparência. À medida que o pensamento filosófico de Novalis sobre religião se desenvolveu, ele foi influenciado pelo platonismo de Hemsterhuis, bem como pelo neoplatonismo de Plotino, tendo contato com o último através de Tiedemann. É inspirado em Plotino que ele passou a considerar que a unidade e multiplicidade imanentes, vistas em Fichte e Spinoza, dependiam de um fundamento transcendente absoluto, e essa consideração do emanacionismo plotiniano levou-o a propor o conceito de romantização do mundo, como vista em um famoso fragmento:
"O mundo deve ser romantizado. Assim, pode-se encontrar o significado original novamente. Romantizar nada mais é do que uma exponenciação qualitativa. Nessa operação, o eu inferior é identificado com um eu superior. Assim como nós mesmos somos, como tal, uma série de potências qualitativas. Esta operação é ainda totalmente desconhecida. Ao dar ao comum um significado superior, ao ordinário um olhar misterioso, ao conhecido a dignidade do desconhecido, ao finito a aparência do infinito, assim eu o romantizo―A operação para o superior, desconhecido, místico, infinito é invertida―isto será logaritmizado por meio dessa conexão―Ela assume uma expressão familiar. Filosofia romântica. Lingua romana. Alternando elevação e rebaixamento."
Por meio dessa "potencialização", ele buscava ascender até "a uma ciência universal absoluta" e regenerar as formas ideais no mundo: "o Paraíso está espalhado por toda a terra, por assim dizer, e por isso se tornou tão irreconhecível etc. ― Suas características dispersas deveriam ser unidas―seu esqueleto preenchido":
"A elevação é o meio mais superior que conheço para se instantaneamente evitar colisões fatais. Assim, por exemplo, a elevação geral à nobreza ― a elevação de todas as pessoas ao gênio ― a elevação de todos os fenômenos ao estado de maravilhamento ― da matéria ao espírito―do homem a Deus, de todas as idades à Idade de Ouro, etc."
Assim, Novalis teve como objetivo sintetizar o naturalismo e o teísmo em uma "religião do cosmos visível". Novalis acreditava que os indivíduos poderiam obter uma visão mística, mas a religião pode permanecer racional: Deus poderia ser um objeto neoplatônico de intuição intelectual e percepção racional, o logos que estrutura o universo. Na visão de Novalis, esta visão do logos não é meramente intelectual, mas também moral, como Novalis afirma "Deus é a virtude em si".:78  Essa visão inclui a ideia de amor de Novalis, na qual o eu e a natureza se unem em uma existência de apoio mútuo. Essa compreensão do projeto religioso de Novalis é ilustrada por uma citação de uma de suas notas em seu Fichte-Studien (Estudos de Fichte): "Spinoza ascendeu até a natureza―Fichte para o 'eu', ou à pessoa, eu ascendo para a tese de Deus".
Segundo Frederick C. Beiser, Novalis, inserido na Frühromantik, fez parte de um renascimento platônico. Esse grupo compartilhava a busca da unidade em simpatia de ideais e colaboração, na discussão artística e filosófica simultânea que os primeiros românticos levavam para atingir o objetivo espiritual de um Absoluto, o que chamavam de "simpoesia", "sinfilosofia" e "sincrítica" (Sympoesie, Symphilosophie, Symkritik). Novalis os chamou de uma Geisterfamilie ("família de espíritos"), que expunham suas crenças acima das barreiras de disciplinas e autoria. Nisso, para Novalis a crença na espiritualidade era fundamental, pondo no topo da hierarquia em valor o espírito e a mente humana.
De acordo com esta leitura neoplatônica de Novalis, sua linguagem religiosa pode ser entendida usando a "varinha mágica da analogia", uma frase que Novalis empregou no Europa e Cristianismo para esclarecer como ele pretendia usar a história naquele ensaio. Esse uso da analogia foi parcialmente inspirado por Schiller, que argumentou que a analogia permite que os fatos sejam conectados em um todo harmonioso, e por sua relação com Friedrich Schlegel, que buscou explorar as revelações da religião por meio da união da filosofia e da poesia. A "varinha mágica da analogia" permitiu que Novalis usasse metáfora, analogia e simbolismo para reunir as artes, a ciência e a filosofia em sua busca pela verdade. Essa visão da escrita de Novalis sugere que sua linguagem literária deve ser lida com atenção. Suas metáforas e imagens―mesmo em obras como Hinos à Noite―não são apenas declarações místicas, também expressam argumentos filosóficos. Lida nesta perspectiva, uma obra como Cristianismo ou Europa de Novalis não é um chamado para retornar a uma idade de ouro perdida. Em vez disso, é um argumento em linguagem poética, formulado no modo de um mito, para uma visão cosmopolita de uma unidade que reúne passado e futuro, ideal e real, para envolver o ouvinte em um processo histórico inacabado.

Assim, em Notas a uma Enciclopédia Romântica afirmou sua convicção de que "as pessoas só se tornarão verdadeiramente unas por meio da religião", e em uma nota à continuação não realizada do Heinrich von Ofterdingen escreveu:
"A reconciliação da religião cristã com a do pagão. A história de Orfeu―de Psiquê etc. ... No final, toda a raça humana se tornará poética. Nova Idade de Ouro".

## Frases selecionadas
- "Poesia é a grande arte de construir a saúde transcendental. O poeta é, pois, o doutor transcendental."[81]
- "A poesia é a representação do espírito ― o mundo interior em sua totalidade. Seu próprio meio, as palavras, sugere isso, pois elas são a revelação externa daquela realidade interna de poder."[81]
- "Poesia = Arte de suscitar emoção (Gemüterregungskunst)."[82]
- "A alta filosofia lida com o casamento da Natureza e do Espírito."[54]
- "A ciência não começa com uma antinomia ― binômio ― mas com um infinitinômio."[80]
- "Infinita diversidade de sons de uma harpa eólica e a simplicidade do potencial móvel. Assim também com o homem ― o homem é a harpa, será a harpa."[80]
- "As Ideias de Platão―são habitantes do poder do pensamento―do céu interior. Cada descida dentro―cada olhar para dentro ― é simultaneamente uma elevação, uma ascensão celestial―um olhar em direção ao verdadeiramente externo."[80]

## Escritos

### Poesia
Novalis é mais conhecido como um poeta romântico alemão. Seus dois conjuntos de poemas, Hinos à Noite e Canções Espirituais são considerados suas principais realizações líricas. Hinos à Noite foram iniciados em 1797 após a morte de Sophie von Kühn. Cerca de oito meses depois de concluídos, uma edição revisada dos poemas foi publicada na Athenaeum. Os Cânticos Espirituais, escritos em 1799, foram publicados postumamente em 1802. Novalis chamou os poemas de Canções Cristãs, e eles deveriam ser intitulados Espécimes de um Novo Livro de Hino Devocional. Após sua morte, muitos dos poemas foram incorporados aos livros de hinos luteranos.:78–87  Novalis também escreveu uma série de outros poemas ocasionais, que podem ser encontrados em suas obras reunidas.
- Tradução em português dos Hinos à Noite:

- NOVALIS, Hinos à Noite. Trad. São Paulo: Editora Sebo Clepsidra, 2019

As traduções de poemas para o inglês incluem:
- Hinos à Noite
  - «Hymns to the Night». Hymns and Thoughts on Religion by Novalis. Traduzido por W. Hastie. Edinburg, Scotland: T. & T. Clark. 1888
  - «Hymns to the Night». Novalis: His Life, Thoughts and Works. Traduzido por Hope, M. J. Chicago: McClurg. 1891
  - «Hymns to the Night». Rampolli. Traduzido por MacDonald, George. [S.l.: s.n.] 2005 [1897]  – via Project Gutenberg
  - Hymns to the Night. Traduzido por Higgins, Dick. Kingston, NY: McPherson & Company. 1988 Esta tradução moderna inclui o texto alemão (com variantes) en face.
- Canções Espirituais
  - «Spiritual Songs». Hymns and Thoughts on Religion by Novalis. Traduzido por Hastie, W. Edinburg, Scotland: T. & T. Clark. 1888
  - «Spiritual Hymns». The Disciples at Saïs and Other Fragments. London: Methuen. 1903
  - «Spiritual Songs». Rampolli. Traduzido por MacDonald, George. Chicago: T. & T. Clark. 2005 [1897]  – via Project Gutenberg
  - Hymns to the Night/Spiritual Songs. Traduzido por MacDonald, George. London: Temple Lodge Publishing. 2001

### Romances Inacabados
Novalis escreveu dois fragmentos de romance inacabados, Heinrich von Ofterdingen e Die Lehrlinge zu Sais (Os Noviços em Saís), ambos os quais foram publicados postumamente por Tieck e Schlegel em 1802. Os romances pretendem descrever uma harmonia mundial universal com a ajuda da poesia. Os Discípulos em Saís contém o conto de fadas "Jacinto e Pétala de Rosa". Heinrich von Ofterdingen é o trabalho em que Novalis introduziu a imagem da flor azul. Heinrich von Ofterdingen foi concebido como uma resposta ao Aprendizado de Wilhelm Meister de Goethe, uma obra que Novalis lera com entusiasmo, mas julgou ser altamente antipoética. Ele não gostava de Goethe fazendo o econômico vitorioso sobre o poético na narrativa, então Novalis se concentrou em tornar Heinrich von Ofterdingen triunfantemente poético. Os dois romances de Novalis também refletem a experiência humana por meio de metáforas relacionadas a seus estudos em história natural de Freiburg. As traduções de romances para o inglês incluem:

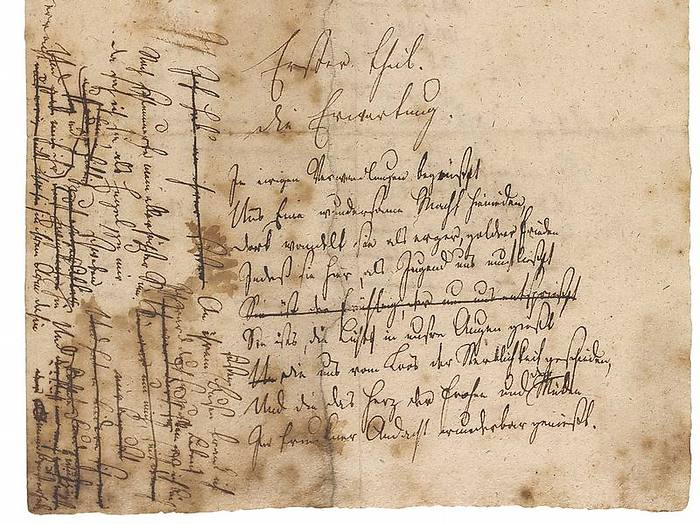
Caligrafia de Novalis (trecho de Heinrich von Ofterdingen)

- Heinrich von Ofterdingen
  - Henry von Ofterdingen: A Romance. Cambridge, England: John Owens. 1842 (Traduzido por Frederick S. Stallknecht e Edward C. Sprague.)[84]
  - «Heinrich von Ofterdingen». Novalis: His Life, Thoughts and Works. Traduzido por Hope, M. J. Chicago: McClurg. 1891
  - Henry von Ofterdingen. Traduzido por Hilty, Palmer. Long Grove, IL: Waveland Press. 1990
- Os Discípulos em Saís
  - «The Disciples at Saïs». The Disciples at Saïs and Other Fragments. London: Methuen. 1903
  - The Novices of Sais. Traduzido por Manheim, Ralph. Brooklyn, NY: Archipelago Books. 2005 Esta tradução foi publicada originalmente em 1949 e inclui ilustrações de Paul Klee.

### Fragmentos
Junto com Friedrich Schlegel, Novalis desenvolveu o fragmento como uma forma de arte literária em alemão. Para Schlegel, o fragmento servia como um veículo literário que mediava oposições aparentes. Seu modelo era o fragmento da escultura clássica, cuja parte evocava o todo, ou cuja finitude evocava possibilidades infinitas, via imaginação. O uso do fragmento permitiu a Novalis abordar facilmente qualquer questão da vida intelectual que ele quisesse abordar, e serviu como um meio de expressar o ideal de Schlegel de uma "poesia universal progressiva", que fundia "poesia e prosa em uma arte que expressa a totalidade da arte e da natureza". Este gênero convinha particularmente a Novalis, pois permitia que ele se expressasse de uma forma que mantinha a filosofia e a poesia em uma relação contínua. Seu primeiro uso importante do fragmento como forma literária, Pólen, foi publicado na Athenaeum em 1798.
O pensamento novalisiano se mostra complexo e difícil de se estudar. As dificuldades passam tanto pela forma fragmentária de sua escrita, quanto pela diversidade de referências, desde contemporâneos da filosofia crítica (Fichte, Kant) aos românticos (Schelling, Schlegel) e classicistas (Schiller), passando pela filosofia antiga (Plotino). A superioridade da poesia sobre a filosofia defendida por Friedrich von Hardenberg não significa a exclusão deste campo de saber, mas uma possibilidade do diálogo entre ambas, uma complementando a outra. Unidas, podem auxiliar como alternativas ao dualismo marcante na época moderna, inclusive com possível dimensão ecológica. Compreender o pensamento de Friedrich von Hardenberg envolve estratégias metodológicas próprias, como o cotejamento de diários, cartas e fragmentos filosóficos, além dos textos literários. Suas concepções religiosas, por exemplo, estão presentes em seus diários e em correspondências, não apenas nos fragmentos. A influência de Fichte em sua obra muitas vezes foi superestimada e, não obstante esteja presente, Novalis é um grande crítico de Fichte e valoriza mais pensadores que conciliam filosofia e escrita poética, como Plotino.
Também é digno de nota o papel da magia e de elementos arcaicos na obra novalisiana, como contos de fadas - que mostrariam a pré-história da humanidade e um mundo pré-político - e magia. Inspirado pela teosofia e por pensadores como Franz von Baader, Novalis desenvolve o "idealismo mágico", uma espécie de síntese entre teosofia e pensamento fichteano.
- Traduções em português de seus conjuntos de fragmentos:
- NOVALIS. Pólen. Trad. R. R. Torres Filho. 2a ed. São Paulo: Iluminuras, 2021, ISBN 9786555190809.
- NOVALIS. O esboço geral (Das Allgemeine Brouillon): notas para uma enciclopédia romântica. Trad. G. A. Assumpção. São Paulo: Editora Dialética, 2023, ISBN 9786525297873 (impresso) e ISBN 9786525297880(E-book).

As traduções em inglês incluem:
- Pólen
  -  Translation:Writings of Novalis Pollen. Writings of Novalis, Volume 2 no Wikisource em inglês. Esta e as referências da Wikisource subsequentes são traduções de Minor, Jakob (1907). Novalis Schriften, Volume 2 (em alemão). Jena, Germany: Eugene Diederichs. pp. 110–139. Esta versão do Pólen é a publicada no Athenaeum em 1798, que foi editada por Schlegel[91] e inclui quatro dos fragmentos de Schlegel em letras pequenas.
  - Gelley, Alexander (1991). «Miscellaneous Remarks (Original Version of Pollen)». New Literary History. 22: 383–406. JSTOR 469045. doi:10.2307/469045. Esta versão foi traduzida do manuscrito original não publicado da Novalis.
  - «Pollen». Novalis: Philosophical Writings. Traduzido por Stoljar, Margaret Mahoney. Albany, NY: State University of New York Press. 1997. Esta versão também foi traduzida do manuscrito original não publicado da Novalis.

### Escritos políticos
Durante sua vida, Novalis escreveu duas obras sobre temas políticos, Fé e Amor ou o Rei e a Rainha e seu discurso Europa, que foi postumamente denominado Cristianismo ou Europa. Além de seu foco político, ambas as obras compartilham um tema comum de argumentar poeticamente pela importância da "fé e amor" para alcançar a unificação humana e comunitária. Como essas obras abordam poeticamente questões políticas, seu significado continua a ser objeto de desacordo. Suas interpretações vão desde serem vistos como manifestos reacionários celebrando hierarquias até sonhos utópicos de solidariedade humana.
Fé e Amor ou o Rei e a Rainha foi publicado nos Anuários da Monarquia Prussiana em 1798, logo após o rei Guilherme Frederico III e sua popular esposa, a rainha Luísa, ascenderem ao trono da Prússia. Neste trabalho, Novalis endereça ao rei e rainha, enfatizando sua importância como modelos para a criação de um estado duradouro de interconexão tanto no nível individual quanto coletivo. Embora uma parte substancial do ensaio tenha sido publicada, Frederick Wilhelm III censurou a publicação de parcelas adicionais, pois achava que mantinha a monarquia em padrões impossivelmente elevados. A obra também é notável pelo fato de Novalis usar extensivamente o fragmento literário para apresentar seus pontos de vista.
Europa foi escrito e originalmente entregue a um grupo privado de amigos em 1799. Foi planejado para o Athenaeum; depois de apresentado, Schlegel decidiu não publicá-lo. Não foi publicado na íntegra até 1826. É um discurso poético, histórico-cultural com foco em uma utopia política em relação à Idade Média. Neste texto, Novalis tenta desenvolver uma nova Europa que se baseie numa nova cristandade poética que conduza à unidade e à liberdade. Ele tirou a inspiração para este texto de um livro escrito por Schleiermacher, Über die Religion (Sobre a Religião). A obra foi uma resposta à Revolução Francesa e suas implicações para o iluminismo francês, o que Novalis considerou catastrófico. Antecipou, então, as crescentes críticas alemãs e românticas às ideologias iluministas então atuais na busca por uma nova espiritualidade e unidade europeias.:87–98  Abaixo estão algumas traduções disponíveis para o inglês, bem como dois trechos que ilustram como Europa foi interpretada de várias maneiras.
- Fé e Amor ou o Rei e a Rainha
  - Esta versão segue a versão publicada no sentido de que trata os primeiros seis fragmentos como parte de um prelúdio, por isso é numerada de forma diferente das versões posteriores. Os links de página no documento Wikisource podem ser usados para comparar a tradução em inglês com o original em alemão.
  - «Faith and Love or the King and Queen». Novalis: Philosophical Writings. Traduzido por Stoljar, Margaret Mahoney. Albany, NY: State University of New York Press. 1997
  - «Novalis, Faith and Love». The Early Political Writings of the German Romantics. Traduzido por Beiser, Frederick C. Cambridge, England: Cambridge University Press. 1996
- Europa (postumamente chamada de Cristianismo ou Europa)
  - «Novalis, "Christendom or Europe" [Die Christenheit oder Europa] (1799)» (PDF). German History in Documents and Images (GHDI). Cópia arquivada (PDF) em 4 de novembro de 2020
  - «The Future of Christendom [excerpt from Europa]». Hymns and Thoughts on Religion by Novalis. Traduzido por Hastie, W. Edinburg, Scotland: T. & T. Clark. 1888
  - Seth, Catriona; von Kulessa, Rotrand (eds.). «Spiritual Advent [excerpt from Europa]». The Idea of Europe: Enlightenment Perspectives. Traduzido por Seth, Catriona. Cambridge, England: Open Book Press, 2017: [s.n.] JSTOR j.ctt1sq5v84.50

## Influência
O argumento metafórico do filósofo político Karl Marx de que a religião era o ópio do povo foi prefigurado pela declaração de Novalis no Pólen, onde ele descreve os "filisteus" com a seguinte analogia: "A sua chamada religião funciona como um opiáceo: estimulante, sedativa, acalmando a dor por meio da inervação".:145 
O libreto do compositor musical Richard Wagner para a ópera Tristão e Isolda contém fortes alusões à linguagem simbólica de Novalis,  especialmente a dicotomia entre a noite e o dia que anima seus Hinos à Noite.
A abertura ao irracional, ao arcaico e ao onírico aproxima Novalis de pensadores como Sigmund Freud e Carl Jung.
O crítico literário Walter Pater inclui a citação de Novalis, "Philosophiren ist dephlegmatisiren, vivificiren" ("filosofar é livrar-se da apatia, reviver") em sua conclusão de Studies in the History of the Renaissance.
O esoterista e filósofo Rudolf Steiner falou em várias palestras (agora publicadas) sobre Novalis e sua influência na antroposofia.
O filósofo do século XX Martin Heidegger usa um fragmento de Novalis, "Filosofia é realmente saudade do lar, um desejo de estar em casa em qualquer lugar" nas páginas iniciais de Os Conceitos Fundamentais da Metafísica.
A escrita do autor Hermann Hesse foi influenciada pela poesia de Novalis, e o último romance de Hesse, Glasperlenspiel (O Jogo das Contas de Vidro ), contém uma passagem que parece reafirmar um dos fragmentos no Pólen de Novalis.
O autor Jorge Luis Borges se refere frequentemente a Novalis em sua obra.
Mais recentemente, a vida de Novalis inspirou Penelope Fitzgerald para o seu romance The Blue Flower (1995).